# الرملة

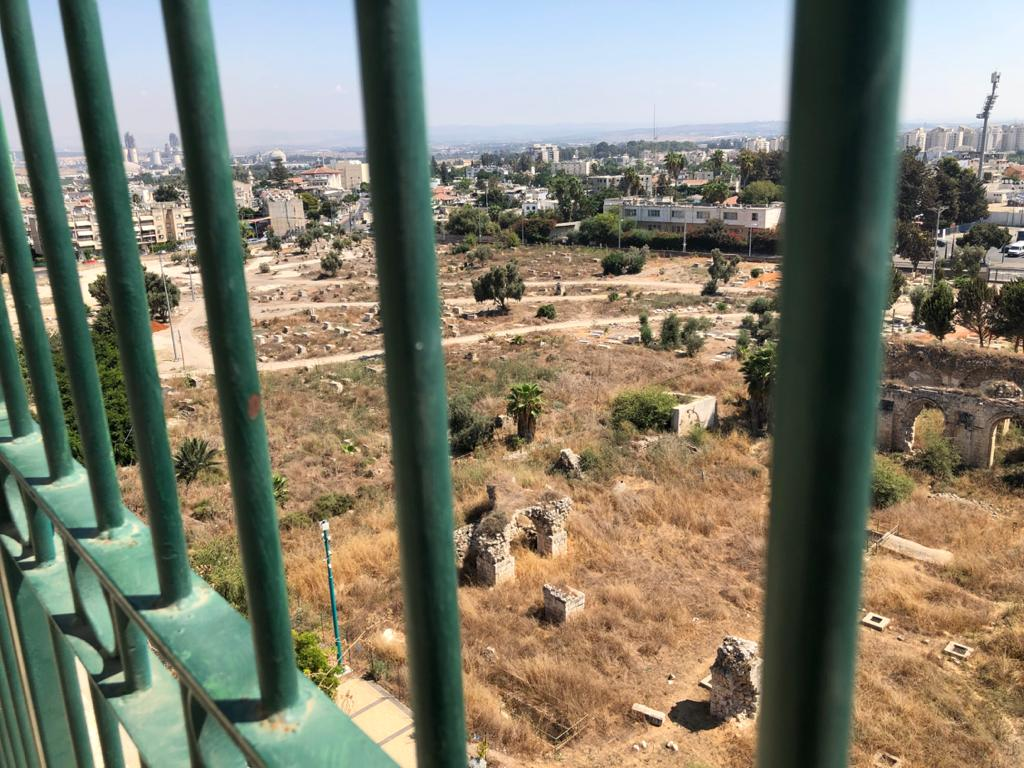
مطل الجامع الأبيض

اَلرَّمْلَةُ (بالعبرية: רמלה) مِن أكبرِ مُدُنِ فلسطين وأقدمِها، تقع اليوم في اللواءِ الأوسطِ لإسرائيل، على بعد 38 كيلومتراً، شمال غرب القدس. أسست عام 716م، علىٰ يد الخليفة الأموي سليمان بن عبد الملك، وسُمِّيَت بذلك نسبةً إلى الرِّمالِ التي كانت تُحيط بها. وبَلَغَ عددُ سُكَّانِ الرَّمْلةِ، بحسب السجلات الإسرائيلية من سنة 2022، 79,132 نَسَمةً، ثُلُثهم مِن العرب؛ لِتَهجير مُعظَمِهم منها بعد حرب 1948. تَمتدُّ المدينةُ على مساحة 11,854 دُونُمًا (11.9 كم2). وترتفعُ عن سطح البحر نحو 108 متر.

## الموقع
تقع الرملة على الطريق القديمة بين يافا والقدس ولذلك كانت موقعاً استراتيجياً مهماً وأصبحت مركزاً إدارياً للمنطقة بعد تأسيسها بقليل. وهي في منتصف السهل الساحلي الفلسطيني جنوبي شرق يافا وجنوبي غرب اللد، وتمر بها الطرق والسكك الحديدية التي تربط مصر ببلاد الشام والعراق. في 1967 بنيت طريق جديدة عبر موقع اللطرون الذي إحتلته إسرائيل من الأردن في حرب 1967، وتقلصت أهمية الرملة والطريق العابرة فيها.
وتعد منطقة الرملة ظهيراً غنياً وقريباً لميناء يافا الذي ازدهر في أواخر عهد الانتداب إذ كان يستقبل البواخر التي كانت تأتي بالبضائع الأجنبية فتوزع عن طريق الرملة إلى بقية أجزاء فلسطين، ثم تحمل حمضيات منطقة اللد والرملة إلى الخارج، ويمثل وادي الصرار الذي ينحدر من جبال القدس نحو البحر المتوسط فتحة طبيعية هامة تربط القدس بالرملة، وتسير الطريق المعبدة والسكة الحديدية بين القدس والرملة على طول مجرى الوادي، ثم تمران بالرملة في السهل الساحلي متجهتين نحو يافا. وتبعد الرملة عن القدس مسافة 45 كم، ويشرف موقعا باب الواد (بعد 21 كم من الرملة) واللطرون (16 كم) على طريق القدس – الرملة ويتحكمان بها.
ترتبط مدينة الرملة بإقليمها بوسائل مواصلات جيدة، فهي تبعد عن محطة اللد مسافة 3.5 كم، وعن عساكر 9.5 كم، وعن بيت دجن 9 كم، وعن صرفند 7 كم، وعن القباب 10 كم. كما كانت تستفيد كثيراً من قرب مطار اللد منها.
ولموقعها أهمية حربية إلى جانب أهميته الاقتصادية، فقد كانت مسرحاً لكثير من المعارك في التاريخ واتخذها الفرنجة مركزاً لجيوشهم عند محاولتهم غزو فلسطين، وكانت قاعدة عسكرية للجنود الأتراك والألمان خلال الحرب العالمية الأولى، وفي عهد الانتداب البريطاني أقام الإنكليز معسكراً ضخماً لجنودهم على مسافة 5 كم منها.

### المناخ
تتمتع منطقة اللد-الرملة بمناخ مريح إلى حد ما، نطاقات درجات الحرارة اليومية والسنوية ليست كبيرة. يبلغ متوسط درجة الحرارة لأبرد شهر في السنة (يناير) 13 درجة مئوية ومتوسط درجة الحرارة الدنيا لهذا الشهر 8 درجات مئوية. يبلغ متوسط درجة الحرارة لأدفأ شهر في السنة (أغسطس) 27 درجة مئوية ومتوسط درجة الحرارة العظمى لهذا الشهر 31 درجة مئوية. يبلغ متوسط النطاق اليومي 8 درجات مئوية. نادرًا ما تنخفض درجات الحرارة في الشتاء إلى ما دون الصفر. في الصيف، يسود ضغط حراري معتدل معظم الوقت. يبلغ متوسط الرطوبة في أشهر الصيف 65٪. تهطل معظم الأمطار في الشتاء. يبلغ متوسط هطول الأمطار على مدار عدة سنوات 530-570 ملم في السنة. يجب إضافة الندى إلى هذه الكمية السنوية المتوسطة التي تبلغ 100 ملم.

## تاريخ

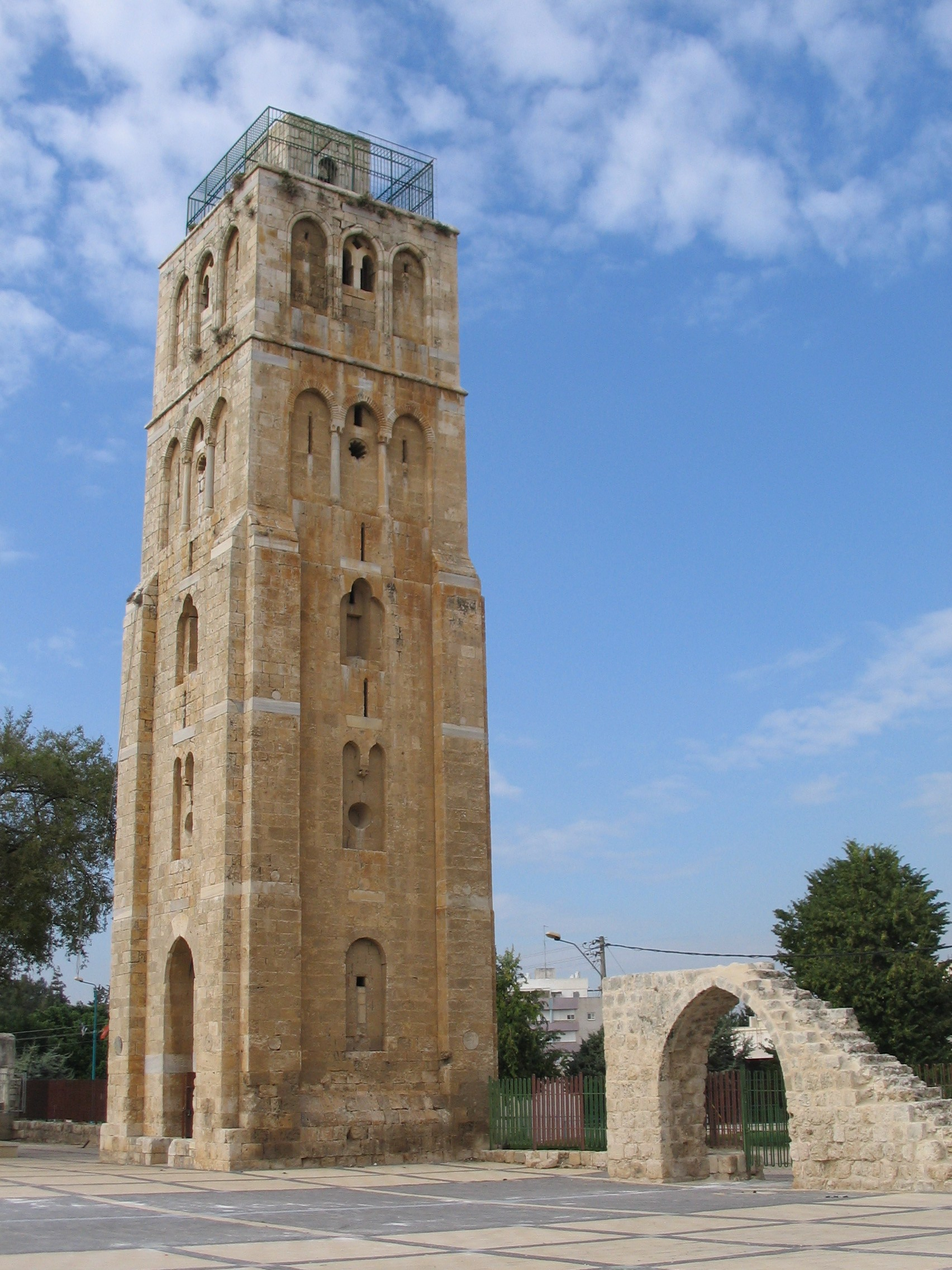
الجامع الأبيض، من أهم معالم الرملة الإسلامية.

تحتوي الرملة على العديد من المواقع الأثرية الهامة، منها: بقايا قصر سليمان بن عبد الملك، والجامع الكبير، وبركة العنزية شمال غرب الرملة بحوالي 1 كم، والمسجد الأبيض ومئذنته، وقبر الفضل بن العباس، ومقام النبي صالح.
تعرضت المدينة لزلزالين في 1033 و1067. أدى الثاني منهما إلى مقتل 25,000 من سكانها. في 1099 احتلها الصليبيين. أعاد صلاح الدين الأيوبي فتحها في 1177 ولكنه لم يقدر على التمسك بها. بعد معركة حطين في 1187 دخلها المسلمون دون أية مناهضة، شهدت المدينة معارك أخرى بين المسلمين والصليبيين حتى استولى عليها المماليك في 1266.
في 1 مارس 1799 وصل نابليون بونابرت مع جيشه إلى الرملة واحتلها لمدة قصيرة دون مقاومة تذكر.
الرملة هي إحدى المدن التي أقيمت في العصر الإسلامي الأموي، والفضل في إقامتها يعود إلى «سليمان بن عبد الملك» الذي أنشأها عام 715هـ وجعلها مقر خلافته.
والرملة ذات ميزة تجارية وحربية إذ تعتبر الممر الذي يصل يافا (الساحل) بالقدس (الجبل) وتصل شمال السهل الساحلي بجنوبه.
كان أهل الرملة أول تأسيسها أخلاطاً من العرب والعجم والسامريين ثم أخذت القبائل العربية تنزلها وأخذت الرملة تتقدم في مختلف الميادين حتى غدت من مدن الشام الكبرى ومركزاً لمقاطعة فلسطين ومن أعمالها بيت المقدس وبيت جبرين وغزة وعسقلان وأرسوف ويافا وقيسارية ونابلس وأريحا وعمان. وقد بقيت الرملة عاصمة لفلسطين نحو 400 سنة إلى أن احتلها الفرنجة عام 1099 هـ. ودخلت الرملة كغيرها من المدن تحت الحكم العثماني ثم الحكم البريطاني، بعد أن احتلتها القوات البريطانية في 15 نوفمبر 1917.

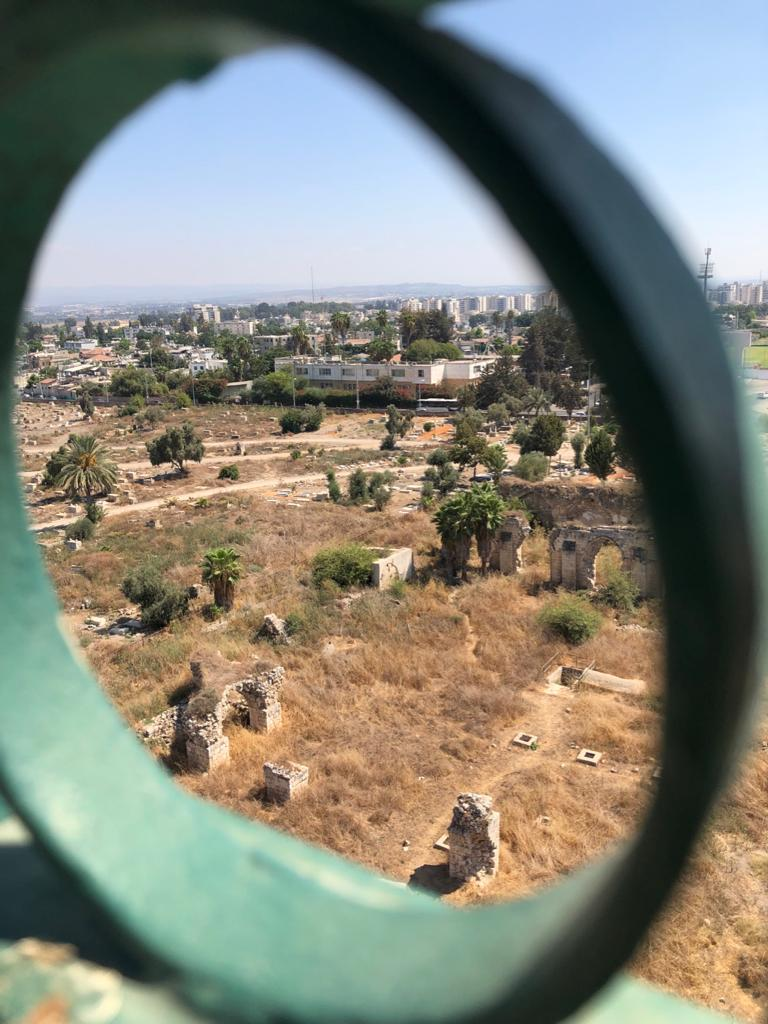
الجامع الأبيض من الأعلى

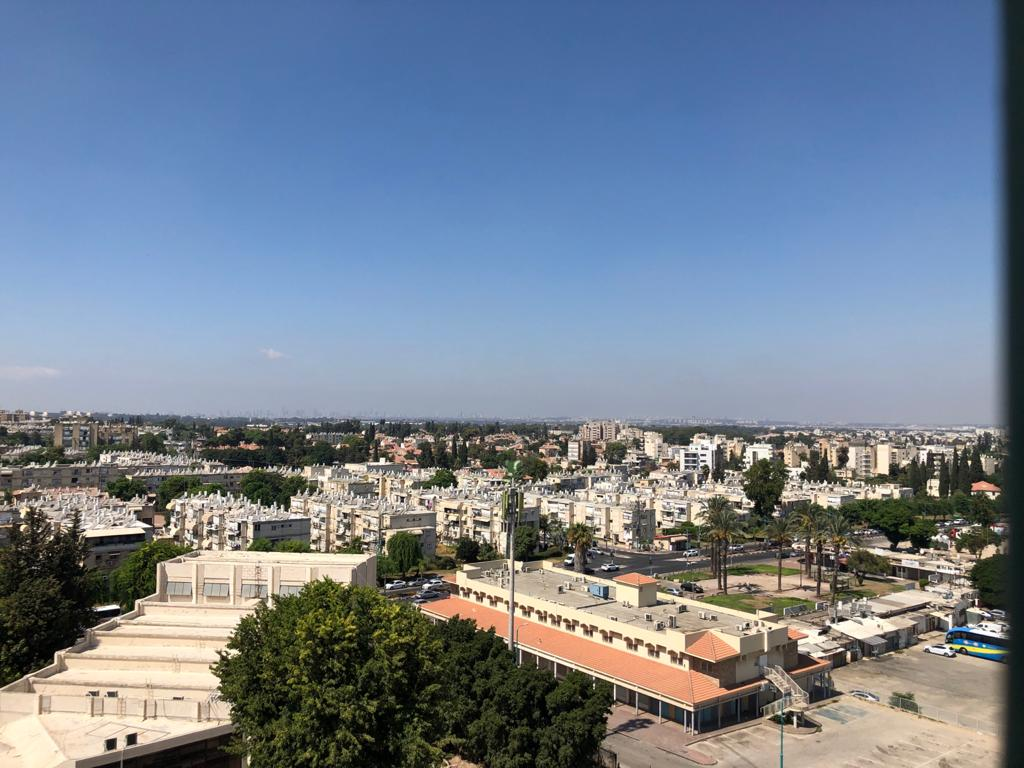
مطل لمدينة الرملة من الجامع الأبيض

### النكبة وإسرائيل

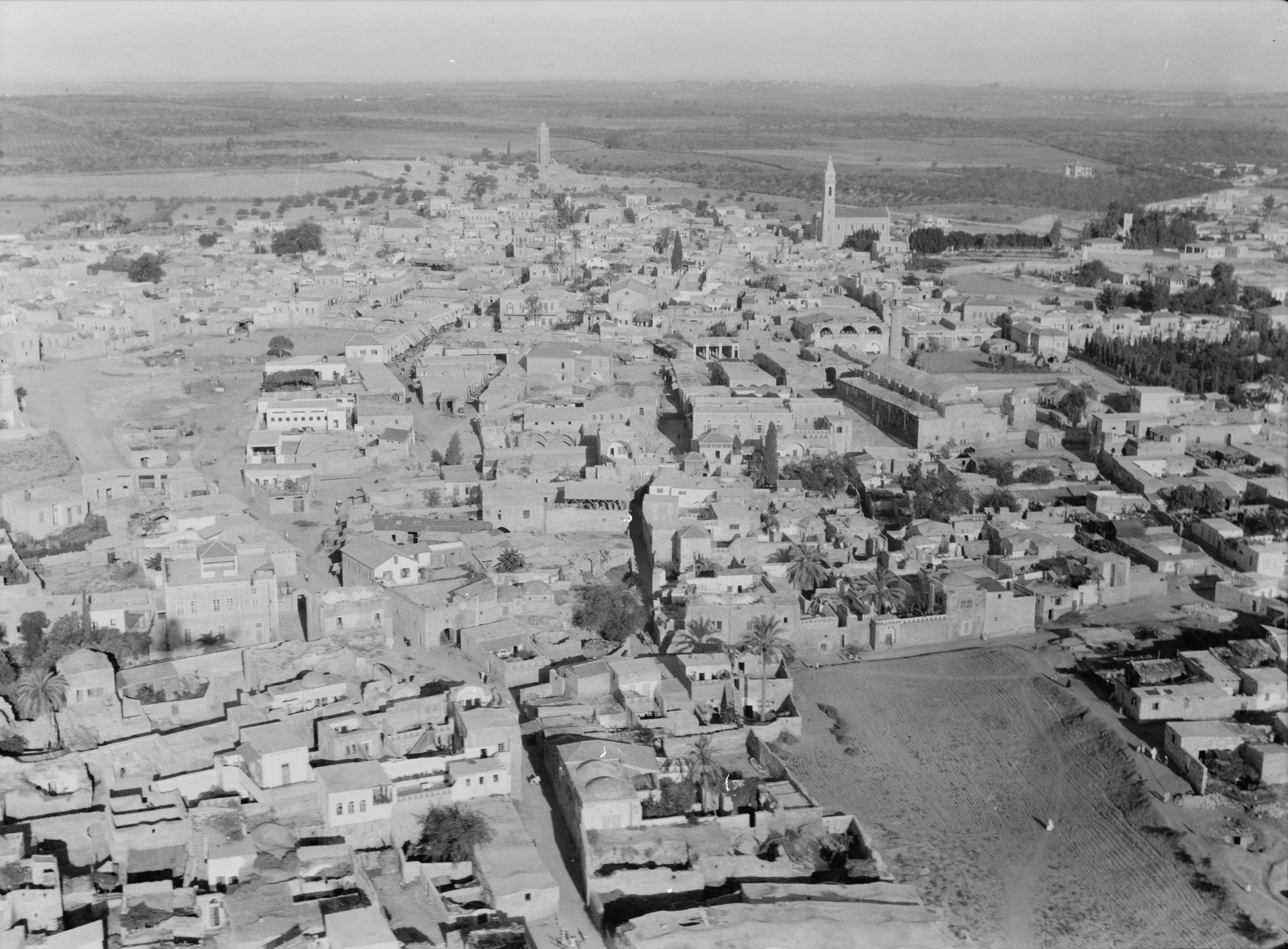
الرملة عام 1932

في بداية فترة الانتداب البريطاني على فلسطين (عام 1922) بلغت مساحة أراضيها 38983 دونماً، وقُدر عدد سكان الرملة بحوالي 7312 نسمة. وفي عام 1945 قدر عدد السكان بـ 15160 نسمة، وفي عام 1948 وصل إلى 78,586 نسمة.
في خطة تقسيم فلسطين وقعت الرملة على الحدود بين الدولتين المقترحتين. بعد إعلان قيام إسرائيل في 14 مايو 1948 تدخلت جيوش الدول العربية في الحرب ودخلت قوات عراقية مدينة الرملة.

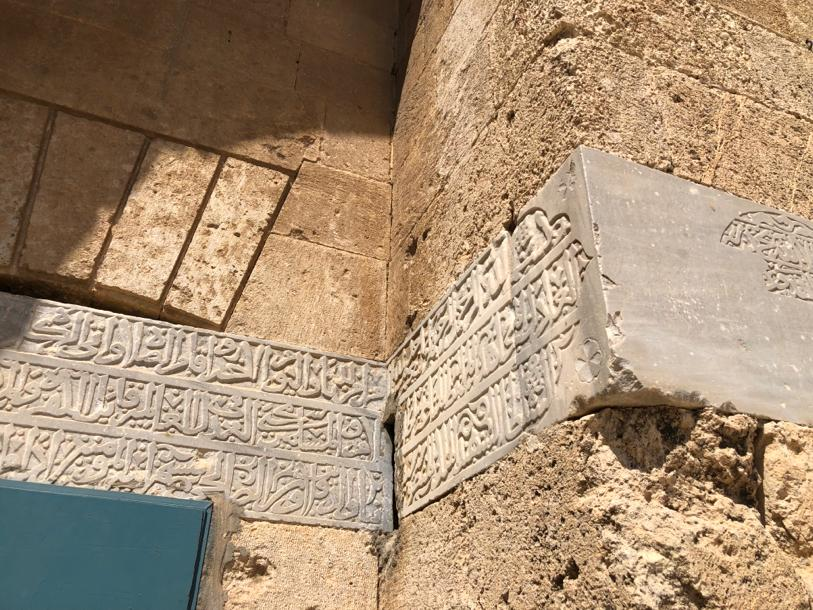
نقوشات على حائط الجامع من الخارج

احتل الجيش الإسرائيلي مدينة اللد القريبة من الرملة في 11 تموز/يوليو 1948 واتجه نحو الرملة، إذ قام حوالي 500 من مشاة الجيش الإسرائيلي بهجوم على المدينة تؤازرهم المصفحات وقد تمكنت القوات العربية، من بينها قوات عراقية، من صدهم وقتل عدد من الجنود الإسرائيليين وحرق 4 من مصفحاتهم. وفي 12 يوليو 1948 احتل الجيش الإسرائيلي القرى المحيطة بالرملة وبذلك تم تطويق الرملة وانتهى الأمر باحتلال المدينة.

## مراحل الحكم
مرت مدينة الرملة في مراحل حكم مختلفة، فحكمها الطولونيون، ثم الإخشيديون، وبعدهم القرامطة، ثم الفاطميون. وشهدت مرور موكب "قطر الندى" ابنة الأمير خمارويه في طريقها إلى بغداد لتتزوج الخليفة العباسي. 
في عام 1099م، احتل الصليبيون المدينة، ثم حررها المسلمون سنة 1102م، لكنها عادت إلى أيدي الصليبيين حتى جاء صلاح الدين الأيوبي وحررها في معركة حطين عام 1187م، وهدم قلعتها حتى لا يستخدمها الصليبيون. 
في العهد العثماني، أصبحت جزءًا من بلاد الشام، و احتلها نابليون بونابرت سنة 1799م، لكن الفرنسيين انسحبوا منها بعد فشل حملتهم. بعد ذلك خضعت لحكم محمد علي باشا فترة قصيرة، ثم عادت للعثمانيين. في أواخر هذا العهد، تطورت الرملة وأصبحت تتبع لقضاء يافا. 
في زمن الانتداب البريطاني، تطورت المدينة بشكل كبير، وزاد عدد سكانها، وتوسعت مبانيها، وازدهرت الحياة الثقافية والتعليمية فيها.
لكن في عام 1948م، احتلت إسرائيل المدينة، وطردت معظم سكانها العرب، ودمرت بعض البيوت. بعدها بدأت الهجرة اليهودية إلى المدينة، وتم بناء أحياء جديدة، فيما بقي العرب في الأحياء القديمة محتفظين بهويتهم وتراثهم الثقافي .واجه هؤلاء السكان تحديات كبيرة في الحفاظ على ممتلكاتهم وحقوقهم، وفي التأقلم مع واقع جديد شهدت الرملة تغييرات ديموغرافية كبيرة ،حيث استوطنها مهاجرون يهود من مختلف أنحاء العالم. 

## السكان

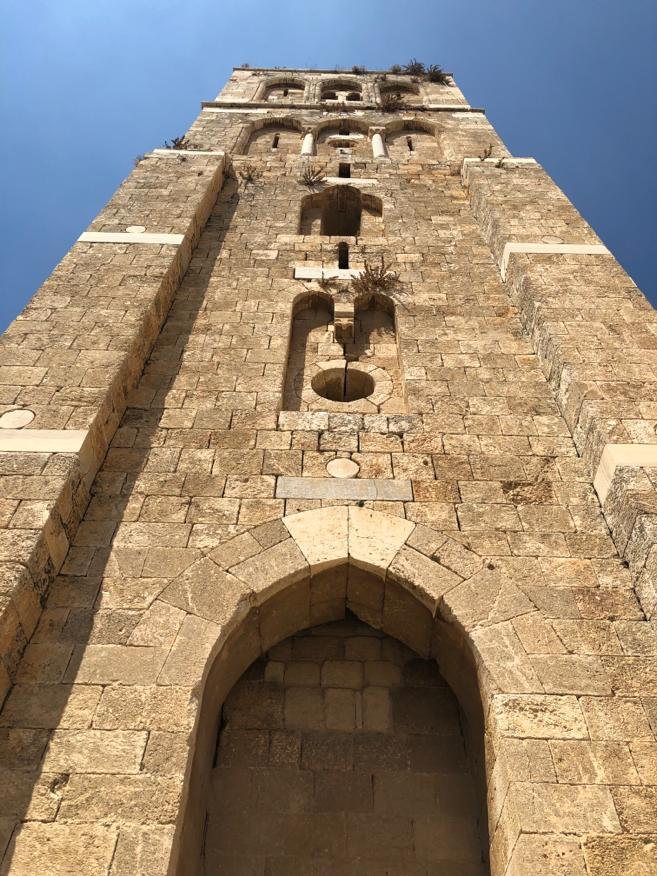
صورة سفلية للجامع الأبيض

ثلث سكان المدينة تقريبا هم من عرب 48 ويسكن أغلبيتهم في حارات البلدة القديمة. قبل 1948 كانت أغلبية سكان الرملة من العرب الفلسطينيين، وهجر الكثير منهم قسراً بعد احتلال المدينة من قبل الجيش الإسرائيلي في يوليو 1948 ضمن حرب 1948. اليوم أغلبية السكان من اليهود. ثلث سكان الرملة حاليا هم من اليهود الروس الذين هاجروا إلى إسرائيل في التسعينات. وفي عام 2021 وصل عدد السكان إلى 77,798 نسمة، 39,507 ذكر و38,291 انثى. من مجمل السكان هنالك 24.6% عرب، 80.7% مسلمون، 19.1% مسيحيون، و0.1% دروز.
هاجر معظم اليهود من كراتشي، باكستان، إلى إسرائيل واستقروا في الرملة، حيث بنوا كنيسًا أطلقوا عليه اسم ماجين شالوم، على اسم كنيس ماجين شالوم من كراتشي.
في عام 1948 تم الاتفاق مع إسرائيل عند احتلال الرملة بقاء السكان في منازلهم إلا أن القوات الإسرائيلية اعتقلت حوالي 3000 شاب. هجر المدينة معظم السكان العرب، ولم يبق فيها في 14 يوليو 1948 سوى 400 نسمة. قُدر عدد النازحين من الرملة وأنسالهم المسجلين لدى وكالة الغوث عام 1997 حوالي 69937 نسمة.
بعد التوقيع على اتفاقيات رودس (اتفاقيات الهدنة) في 1949 أصبحت الرملة مدينة إسرائيلية وأصبح السكان الباقون في المدينة مواطنين إسرائيليين. كذلك أسكنت إسرائيل العديد من المهاجرين اليهود إليها في المدينة، ولكن نسبة السكان العرب فيها ما زالت كبيرة.

## تعليم وثقافة
في عام 2021 إحتوت مدينة الرملة على 43 مدرسة فيها 653 صفًا. وبلغ عدد الطلاب فيها 14,281 يتقسمون ما بين المرحلة الإبتدائية والثانوية. بالإضافة إلى ان عدد المؤهلين لشهادة الثانوية العامة (البجروت) وصلت إلى 74.6%.

## المدن الشقيقة
الرملة توأمة مع:
- الولايات المتحدة، كانساس سيتي (ميزوري)
- كندا، فاوجان (أونتاريو)
- ألمانيا، مورس
- لاتفيا، دوجافبيلس
- بولندا، كيلسي
- إثيوبيا، ميكيلي
- روسيا، فيبورغ
- روسيا، تشيليابينسك
- أوكرانيا فيودوسيا
- جورجيا، خاشوري

## أعلام
- خليل الوزير (أبو جهاد) وهو قائد فلسطيني.
- عادل امسيس وهو فنان فلسطيني
- إيليا نُقل، صناعي ومؤسس مجموعة فاين القابضة.[12]

## معرض الصور

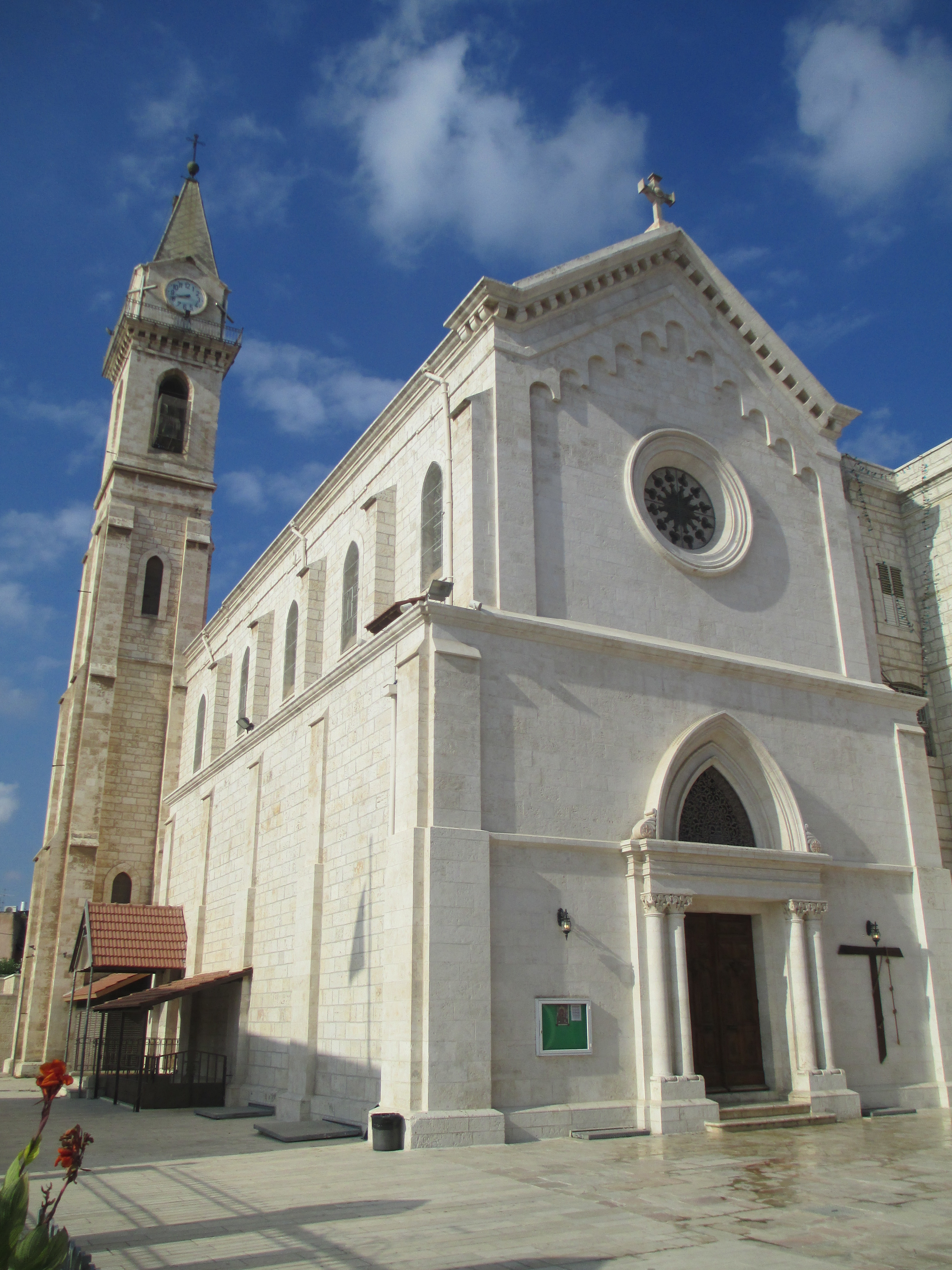
كنيسة القديسين نيقوديموس ويوسف الرامي في الرملة